# باغ خیام

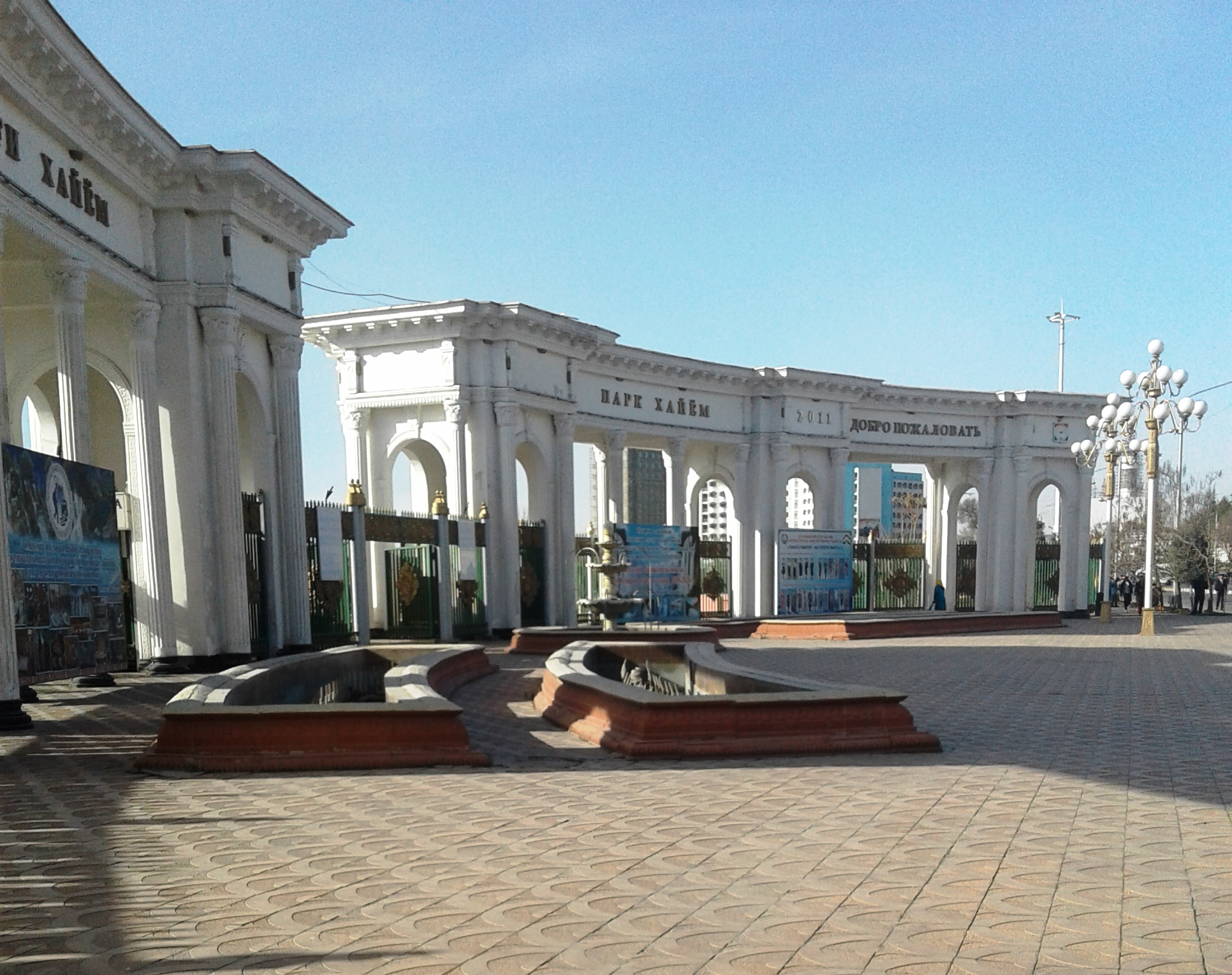
ورودی باغ خیام، شهر دوشنبه

باغ خیام، (سابقا باغ پایتخت) — باغ فرهنگی و فراغتی «خیام» برای کودکان و نورسان در شمال شهر دوشنبه، در ناحیه ابوعلی سینا، در سمت راست رودخانه ورزاب، رو به روی باغ ارم، نزدیک تپه لچاب بین ساحل رودخانه‌های ورزاب (دوشنبه‌دریا) و لُچاب واقع است. با تصمیم شهر دوشنبه مؤسسه دولتی «باغ پایتخت» به «باغ فرهنگی و فراغتی خیام» نامگردان شده‌است.

## توصیف
باغ خیام سال ۲۰۱۰ از روی لایحه معمار آ. ظهورالدینف بنیاد گردیده‌است. مساحت آن ۱۵ هکتار است. باغ از سمت محله بن‌حصارک و کوچهٔ کرمف دروازه‌های بلند طلاکاری شده دارد. از نزد دروازه، پیاده‌روی مرمری پلکانی مهمانان را به تپه‌ای می‌برد، که از قلهٔ آن منظره کامل باغ، به مثل حوض و فواره‌ها، گلگشت‌ها، چرخافلک بزرگ ۵۵ - متری، ساختمان‌های خارق‌العاده، میدان بزرگ سنگ‌فرش با کرسی‌ها برای هنرنمای جوانان به نظر می‌رسد. در سمت شمالی محله لچاب، بنای دانشکده تربیت جسمانی تاجیکستان و در جنوب باغ آرامگاه نمایندگان علم و فرهنگ لچاب واقع است.
باغ از ماه می سال ۲۰۱۲ درهای خود را برای کودکان و نورسان پایتخت گشاده‌است. در این پارک جاذبه‌های "راک آمریکایی، "مشتری"، "ویپلش"، "کشتی دزدان دریایی"، "خانه وحشت" وجود دارد. شرایط خوبی برای والدین فراهم شده‌است تا بتوانند در کنار فرزندان خود در جاذبه‌های خانوادگی - "رصدخانه رصد"، "کاسچه‌ها"، "ترافیک"، "قطار سطحی" و قطار خودکار "کرمک" استراحت کنند. برای کوچک‌ترین کودکان، هر گونه چرخ‌وفلک‌های رنگارنگ، تپه، قطار بخار خنده دار و ترامپولین بادی، تاب و زمین بازی فراموش‌نشونده خواهد بود.
در جلوی میدان دریاچه ای برای پارو زدن مسافران وجود دارد که در وسط آن طربخانه‌ای به سبک معماری باستانی تاجیکستان ساخته شده‌است. در اطراف طربخانه، فواره‌ها و چراغ‌های عظیمی وجود دارد که شبانگاه با جلای خویش منظره جالبی را و وجود می‌آورد.
در لبه دریاچه یک مهدکودک با اتودروم وجود دارد و اطراف آن را مجسمه‌های خیالی، همچون «پیرزن و سیب»، «روباه و لک لک»، «فیل»، «خرگوش و سگ»، «خر و شتر» زینّت می‌دهند.
در این‌جا چرخ‌وفلک‌های بزرگ و خرد، ارغنچک‌ها و غیره وجود دارد. . زمین بازی، همچنین میدان‌های تنیس و والییبال و فوتبال برای نورسان ساخته شده‌اند. چایخانه و طربخانه نیز در خدمتی مهمانان باغ می‌باشند. در باغ خیام برای کلان‌سالان نیز گوشه‌ای ساخته شده‌است، که آن‌ها می‌توانند در آن جا شاه‌مات (شطرنج) و تنیس روی میز بازی کنند.
عجیب‌ترین گوشه باغ " ترسخانه " می‌باشد، که راهروهای پرپیچ‌وتاب غارمانند دارد و اندرون آن اشکال واهمه‌انگیز گذاشته شده‌اند. در سرتاسر باغ مجسمه‌های اژدها، مار هفت‌سر، غول، فیل، دایناسور و انواع پرندگان به نظر می‌رسند.